# 以色列铁路

鐵路標誌

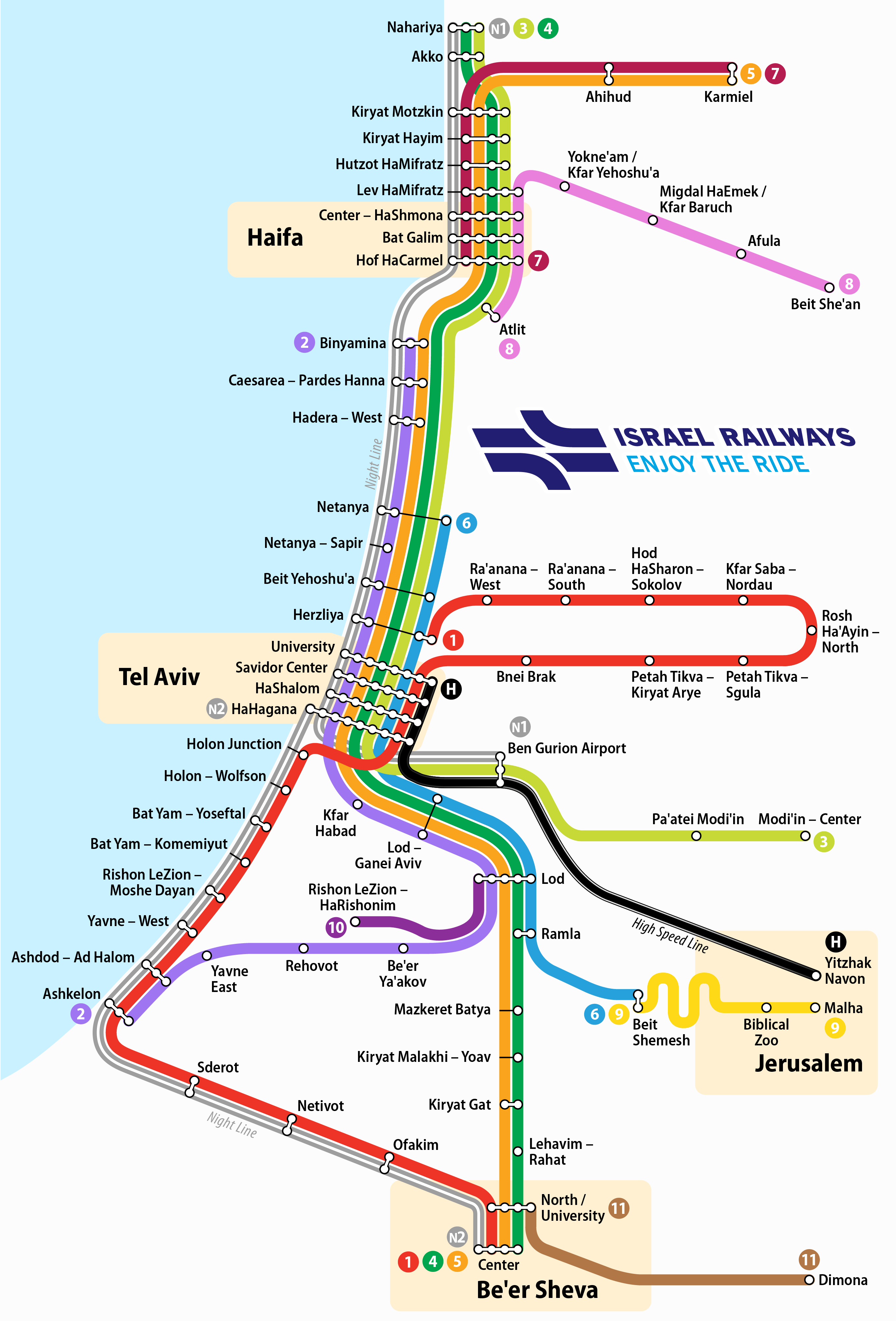
希伯來文和英文對照路線圖

以色列铁路（希伯來語：רַכֶּבֶת יִשְׂרָאֵל，Rakevet Yisra'el）是以色列的国有铁路公司，负责以色列國內城际、通勤客運以及貨運鐵道路線營運。所轄路線總長1,138公里，均採用1435mm標準軌。

## 图集

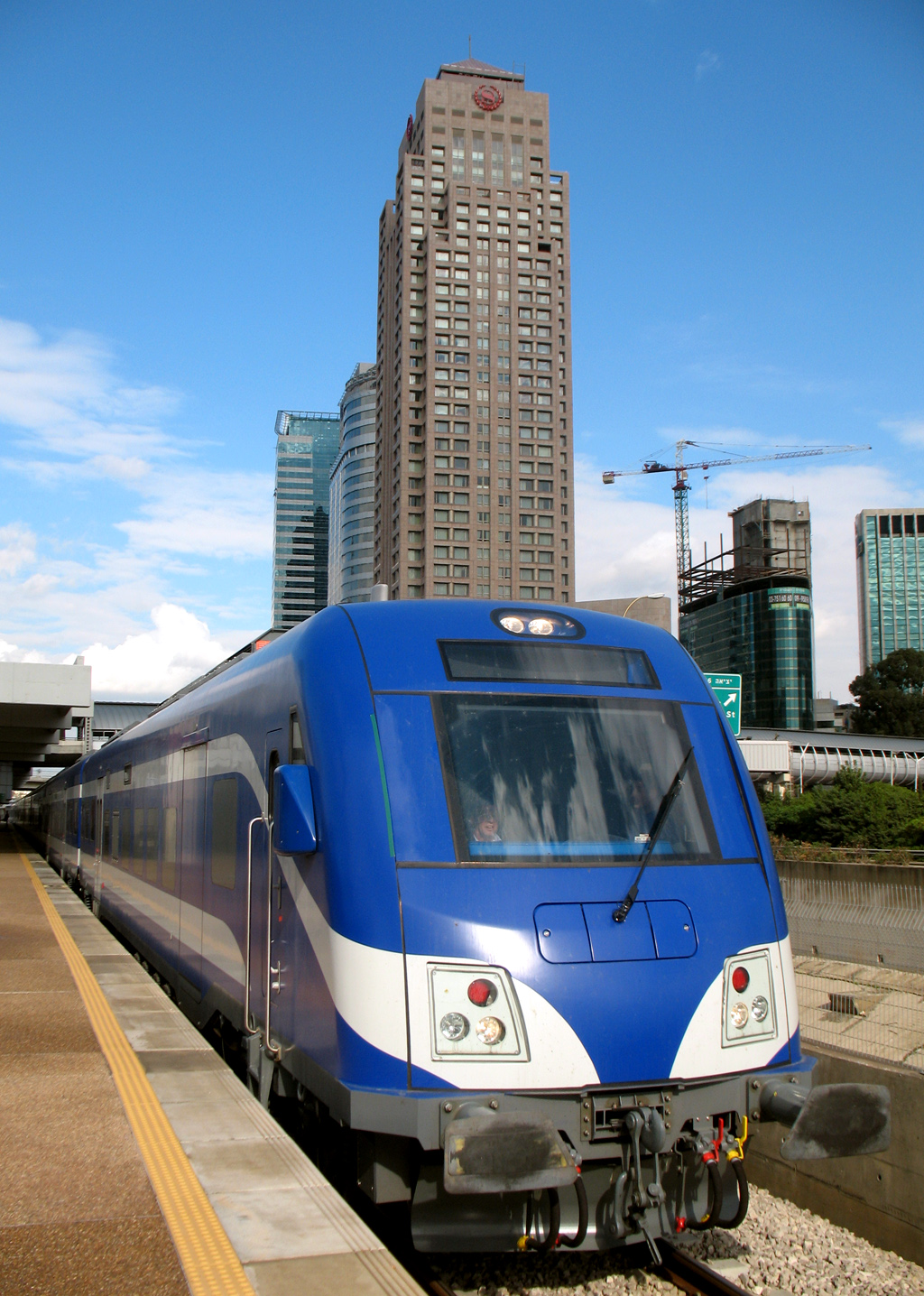
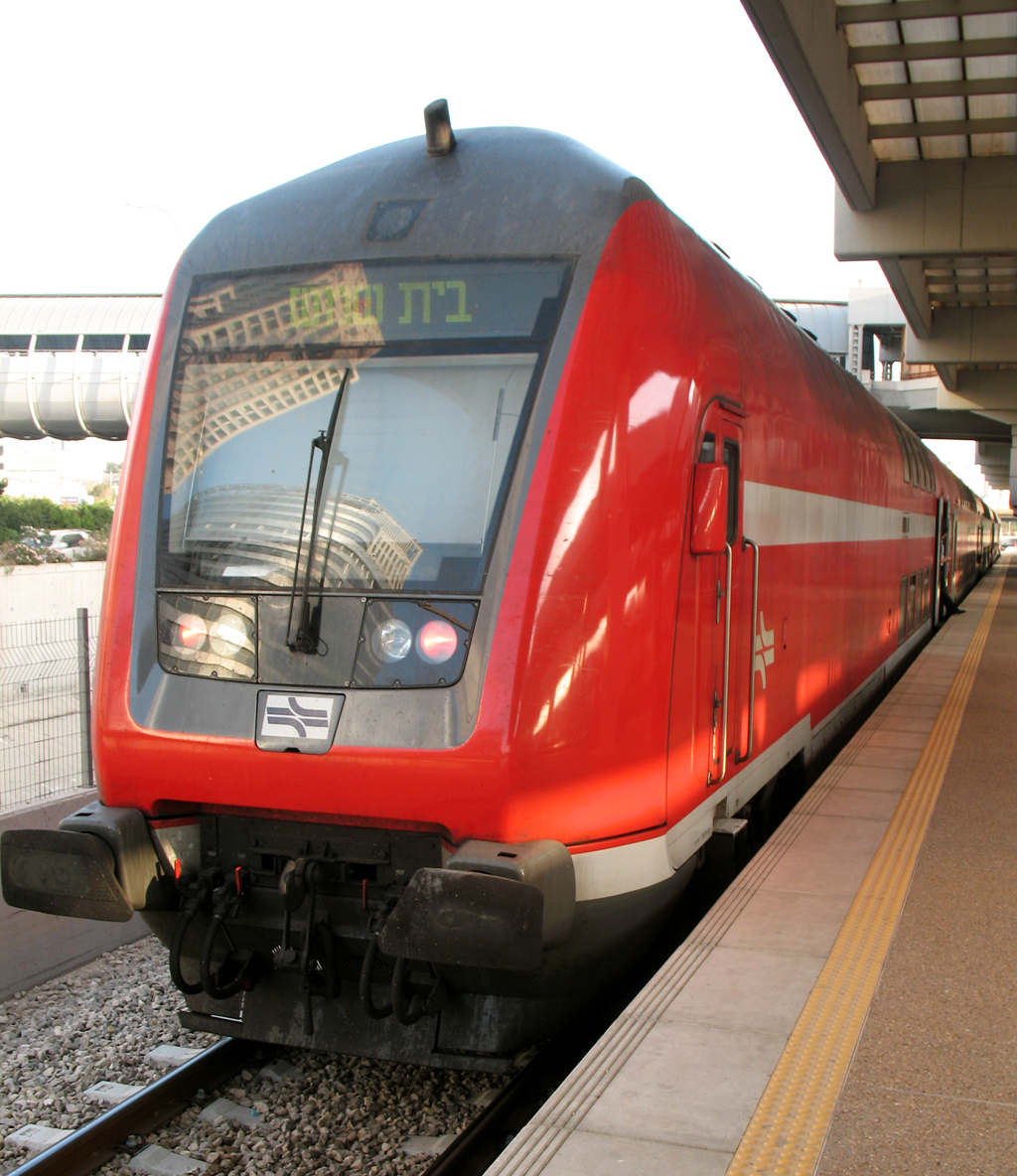
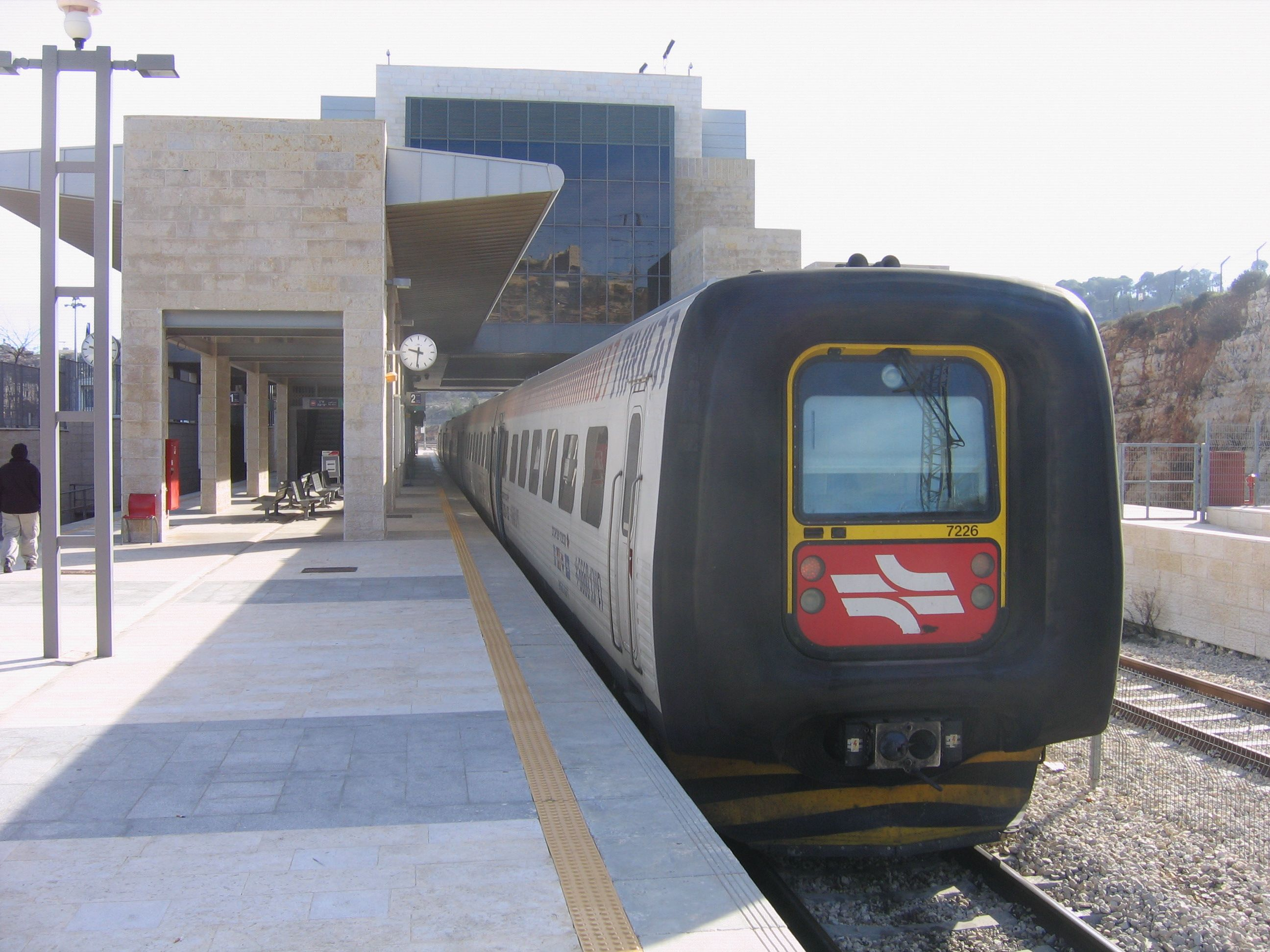
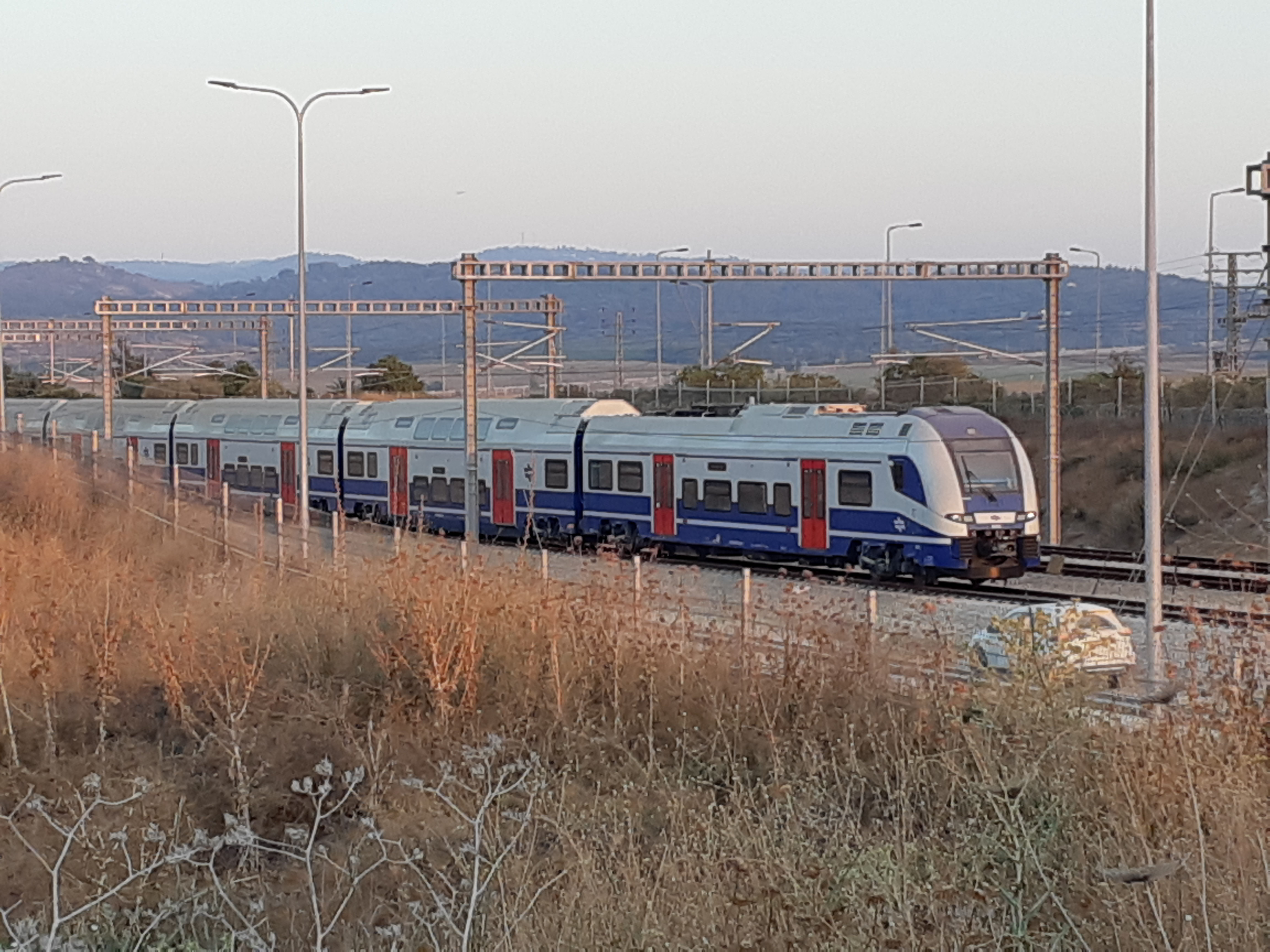